# 霍米夫齊
50°47′46″N 31°16′53″E / 50.79611°N 31.28139°E
霍米夫齊（烏克蘭語：Хомівці），是烏克蘭北部的村莊，隸屬切爾尼希夫州的尼任區。該村面積0.38平方公里，海拔高度113米，2006年該村落人口8。2015-2017年间该村没有常住居民，2019年在册人口1人。